# Kivisaari (ö i Finland, Birkaland, Tammerfors, lat 61,54, long 24,82)
Kivisaari är en ö i Finland. Den ligger i sjön Pajulanjärvi och i kommunen Kangasala i den ekonomiska regionen Tammerfors och landskapet Birkaland, i den södra delen av landet, 150 km norr om huvudstaden Helsingfors. Öns area är 0,4 hektar och dess största längd är 80 meter i nord-sydlig riktning.